# Ruta 18 (Bolivia)
La Ruta Nacional 18 es una carretera boliviana perteneciente a la Red Vial Fundamental. La Ruta 18 ha sido declarada parte de la Red Vial Nacional de Bolivia "Fundamental Red Vial" por Decreto N° 25.934 del 10 de octubre de 2000.

## Historia
La vía tiene una longitud de sólo 76 kilómetros y atraviesa la parte noroeste del departamento de Pando en dirección este-oeste. El camino comienza al noreste dos kilómetros al oeste del pueblo de Villa Rosario como un ramal de la ruta troncal Ruta 13 entre los pueblos de Cobija y Porvenir . Abre la región casi deshabitada entre la Ruta 13 por el este y la frontera peruana por el oeste, la frontera con Brasil por el norte y el río Tahuamanu por el sur. La ruta 18 finaliza en la localidad de Extrema , sobre el río Tahuamanuubicado en la frontera boliviano-peruana.
Todo el recorrido de la carretera nacional no está asfaltado, consta de caminos de ripio y tierra y es intransitable reiteradamente en tramos en épocas de fuertes lluvias.

## Ciudades

### Departamento de Pando
- km 000: Desvío desde Ruta 13
- km 002: Villa Rosario
- km 039: Nareuda
- km 076: Extrema